# Megaloblatta
Megaloblatta (лат.) — род насекомых из семейства Ectobiidae отряда тараканообразных. Ареал рода охватывает Южную и Центральную Америку от Никарагуа на севере до Французской Гвианы на востоке и Перу на юге.

## Описание
Длина тела имаго более 40 мм, надкрылья длиннее тела на 10 мм. Бёдра с небольшими шипками. Пульвиллы короткие, аролиум отсутствует.

## Образ жизни
Личинки выделяют серый липкий секрет из желёз на двух последних видимых сегментах брюшка, который защищает их от нападения муравьёв. На шестом сегменте брюшка личинок имеется стридуляционный аппарат, с помощью которого при беспокойстве они издают громкий звук.

## Виды
В роде Megaloblatta 4 вида:
- Megaloblatta blaberoides (Walker, 1871) — Никарагуа, Коста-Рика, Панама, Колумбия;
- Megaloblatta insignis (Serville, 1838) — Суринам и Французская Гвиана;
- Megaloblatta longipennis (Walker, 1868) — Панама, Эквадор, Перу; длина тела обычно составляет до 7,6 см, размах крыльев может достигать 20 см[3][4]; занесён в Книгу рекордов Гиннесса как самый большой в мире обладающий крыльями таракан, самая крупная известная особь (самка) достигает 9,7 см в длину и 4,5 см в ширину[4];
- Megaloblatta regina (Saussure, 1870) — Бразилия, Эквадор.

## Фото

Megaloblatta blaberoides
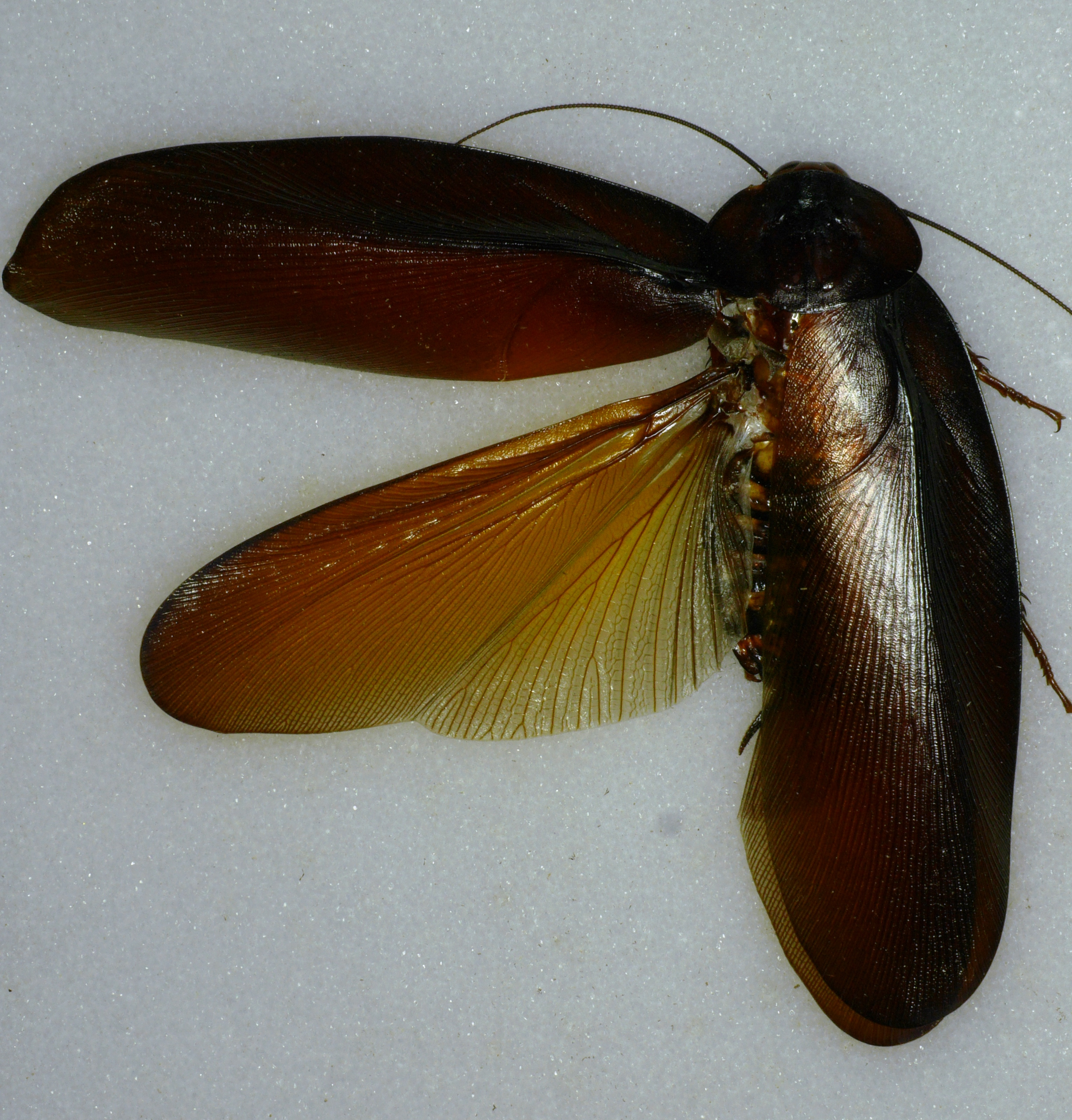